# Qi del Sud
|  | No s'ha de confondre amb Dinastia Qin o Dinastia Qing o Dinastia Qi del Nord. |

La Dinastia Qi del Sud (xinès tradicional: 南齊朝, xinès simplificat: 南齐朝, pinyin: Nán Qí cháo) (479-502) va ser la segona de les Dinasties Meridionals en la Xina, seguida de la dinastia Liang.